# Луговий (Приморський район)
Луговий (рос. Луговой) — селище в Приморському районі Архангельської області Російської Федерації.
Населення становить 344 особи. Входить до складу муніципального утворення Заостровське поселення.

## Історія
Від 2004 року входить до складу муніципального утворення Заостровське поселення.

## Населення
| 2002 | 2010 | 2012 |
| ---- | ---- | ---- |
| 343  | ↘323 | ↗344 |